# Mønsted-Kalkgruben
Die ehemaligen Mønsted-Kalkgruben (dänisch Kalkgruber) liegen in Jütland, zirka 14 km westlich von Viborg, in Dänemark. Es sind die größten zusammenhängenden, von Menschen angelegten Kalkhöhlen der Welt. Das unterirdische System umfasst Gänge von insgesamt etwa 60 km Länge, die in bis zu sechs Etagen übereinander liegen. Einige der Aushöhlungen bilden 16 bis 18 m hohe Dome. Es gibt unterirdische Bäche und Seen.

## Geschichte
Während der Kreidezeit, vor 135–65 Millionen Jahren, war Dänemark von einem seichten Meer bedeckt. In ihm lebten Algen mit einer Kalkschale, die beim Absterben zu Boden sanken und mit der Zeit riesige Ablagerungen bildeten. Diese jüngeren Ablagerungen wurden zu Bryozoenkalk, die älteren zur so genannten Schreibkreide, wie sie auch bei Erslev, Hanstholm, Svinkløv, sowie bei Daugbjerg und Mønsted zu finden ist. Dass die 75 m starke Kalkschicht, in die auch eine 25 cm starke Feuersteinschicht eingelagert ist, bei Mønsted oberflächennah ansteht, ist einem Salzstock zu danken.
Die ältesten Gänge wurden vor etwa 1000 Jahren gehauen, die jüngsten stammen aus dem 20. Jahrhundert. Schriftzeugnisse über den Kalkabbau existieren allerdings erst aus den 1760er Jahren. Für die Bauern von Daugbjerg und Mønsted war die Kalkförderung 800 Jahre lang ein Nebenberuf, den sie im Winter ausübten. Erst ab 1820 wurde ganzjährig Kalk gefördert. 1955 wurde die Grube stillgelegt. Heute sind etwa zwei Kilometer elektrisch beleuchtet und zu besichtigen.
Der bekannte Geiger Anker Buch kaufte die Gruben 1981. Anerkannte Künstler gaben im Werksgebäude und den unterirdischen Räumen Konzerte und begründeten eine Tradition, die fortlebt. Die Temperatur in den Gruben beträgt gleich bleibend 8 °C. Wegen dieser Konstanz werden hier 250 t Käse aus der Molkerei in Toulov zur Reifung eingelagert. 1997 kaufte die „Skov- og Naturstyrelsen“ die Kalkgruben, die Werksgebäude und 14 ha Land, so dass die Gruben unter Natur- und Denkmalschutz stehen.

## Tourismus
Die stillgelegten Kalkgruben stehen dem Tourismus offen. Innerhalb geregelter Öffnungszeiten können Besucher für eine Eintrittsgebühr die Höhlen relativ eigenständig betreten und erforschen. Etwa 2 km der Höhlengänge sind beleuchtet. Alle 30 Minuten wird in einem dafür besonders geeigneten Teil der Höhle eine etwa zehnminütige Filmvorführung abgespielt, die die Geschichte und Bedeutung der Kalkgrube näher erläutert. Es werden deutsche und englische Untertitel eingeblendet. Die Werkshalle wird heute als Museum genutzt, hier werden u. a. Schautafeln und Modelle der Fabrik, Fledermauspräparate und die originale Schmalspurbahn der Grube ausgestellt.

## Fledermäuse
Der Schutz gilt der bedeutendsten Überwinterungsstelle für Fledermäuse, aber auch die mit den Gruben verbundene Kulturgeschichte war zu schützen. Mit den nahe gelegenen Daugbjerg Kalkgruben sind die Gruben in Mønsted das wichtigste Winterquartier für Fledermäuse in Europa. In den beiden Kalkgruben überwintern etwa 10.000 Fledertiere (dän. Flagermus). Es sind fünf Arten, darunter die seltene Teichfledermaus. Im August treffen sie sich in den Gruben, um sich vor dem Winterschlaf zu paaren. Im Frühjahr verbreiten sie sich über ganz Jütland.